# Tony Renna
Tony Renna (né le 23 novembre 1976 à DeLand, Floride et mort le 22 octobre 2003 à Indianapolis, Indiana dans un accident survenu au cours d'essais privés sur l'Indianapolis Motor Speedway) est un pilote automobile américain. 

## Biographie
Tony Renna accède au championnat Indy Racing League en 2002, lorsque l'écurie Kelley Racing l'appelle pour suppléer le vétéran Al Unser Jr., parti suivre une cure de désintoxication à l'alcool. Dès ses débuts, le jeune Américain s'affirme comme un pilote rapide et termine quatrième de l'épreuve du Michigan pour ce qui est seulement sa deuxième apparition dans la discipline. Lorsque Al Unser Jr. effectue son retour, le Kelley Racing décide d'aligner une troisième voiture pour permettre à Renna de terminer la saison.
En 2003, le Kelley Racing n'étant pas en mesure d'aligner trois monoplaces, Tony Renna est obligé de se contenter d'un rôle de pilote essayeur dans l'ombre des titulaires Al Unser Jr. et Scott Sharp. Il ne retrouve la compétition qu'à l'occasion des 500 Miles d'Indianapolis, épreuve qu'il dispute pour la première fois. Sur la troisième voiture du Kelley Racing, il termine dans le tour du vainqueur, à une solide septième place, soit le meilleur représentant de son équipe.
Cette unique apparition de l'année lui permet de conserver une cote élevée dans le milieu de l'IRL. En fin d'année, il est d'ailleurs recruté par la puissante écurie Chip Ganassi Racing pour épauler en 2004 le nouveau champion Scott Dixon. Mais le 22 octobre 2003, à l'occasion d'une séance d'essais privés d'inter-saison sur l'Indianapolis Motor Speedway, il est victime d'un accident mortel. Partie en tête à queue à haute vitesse, sa G-Force-Toyota décolle avant de s'écraser contre les grillages de protection. Souffrant de multiples traumatismes et hémorragies, Tony Renna est déclaré mort peu de temps après son arrivée au Methodist Hospital d'Indianapolis. 